# Barra do Piraí
Barra do Piraí este un oraș în unitatea federativă Rio de Janeiro (RJ), Brazilia.